# گربه قطبی

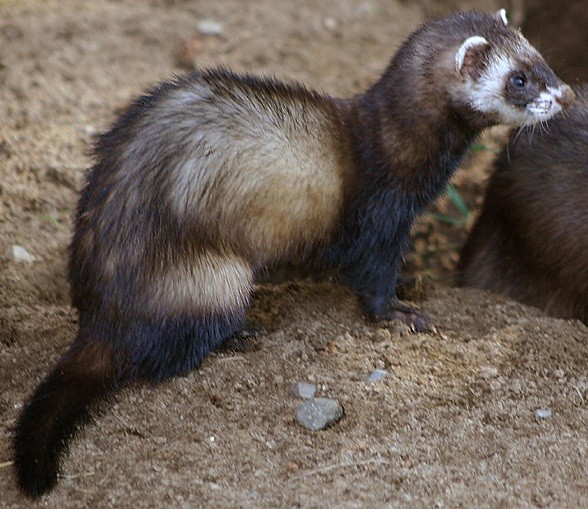
گربه قطبی اروپایی

قاقم دورنگ یا سمور نقابدار یا گربه تیرک یا گربه قطبی (به انگلیسی: Polecat)، نام رایجی برای پستانداران راسته گوشت‌خوارسانان و زیر تیره راسوئیان است. گربه‌های قطبی تنها یک طبقه آرایه‌شناختی را تشکیل نمی‌دهند، این نام به طور وسیعی برای چندین گونه شبیه قاقم دورنگ اروپایی تنها گونه بومی جزایر بریتانیا کاربرد دارد.

## نگارخانه

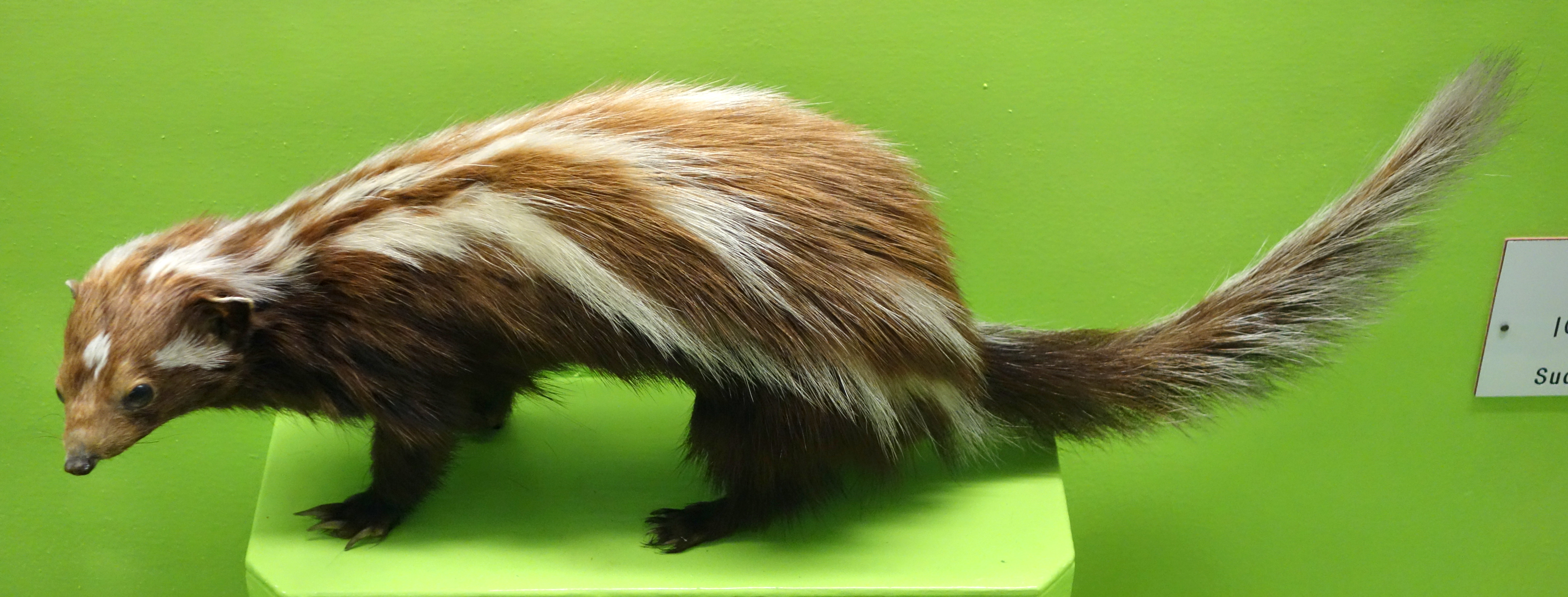
گربه قطبی راه‌راه
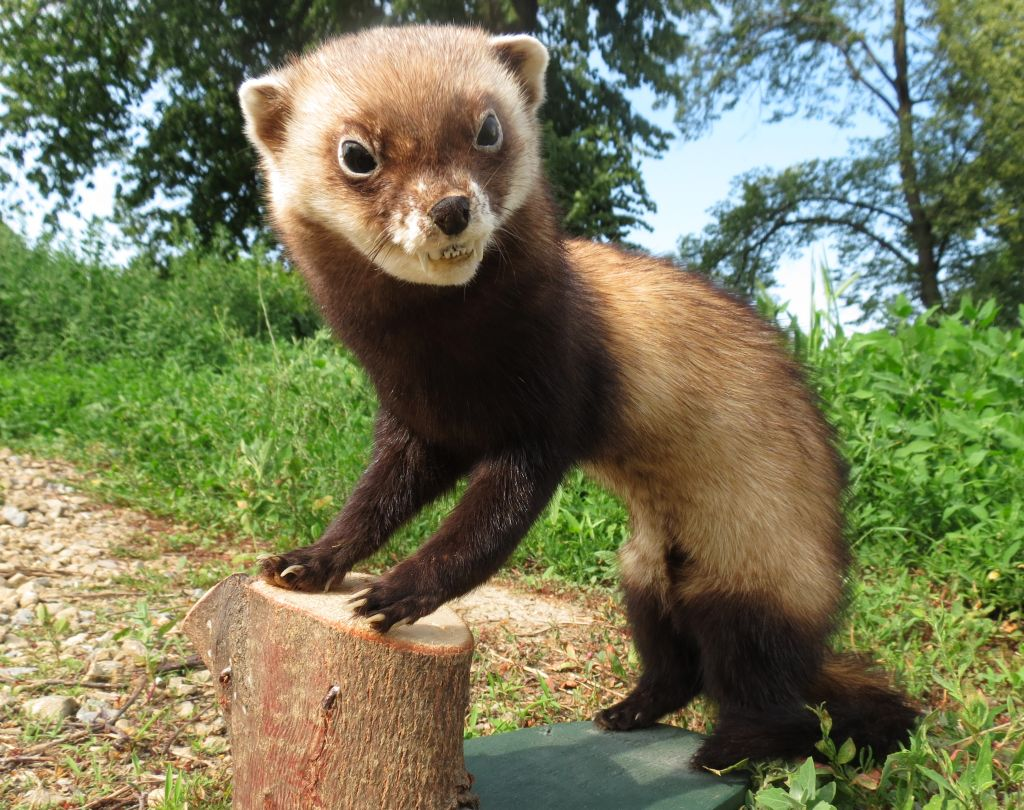
گربه قطبی استپی
گربه قطبی آمریکایی
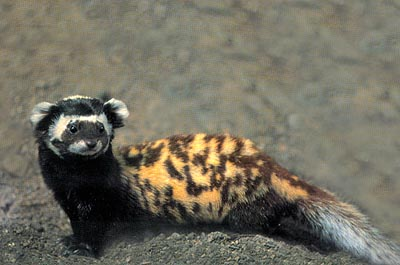
گربه قطبی مرمری